# IFOR
IFOR står for "The Implementation Force" og var en NATO-ledet international fredsskabende styrke i Bosnien-Hercegovina på et 1-årigt mandat, der løb fra 20. december 1995 til 20 december 1996. Operationen fik kodenavnet "Joint Endeavour".
IFOR afløste FN's fredsbevarende styrke UNPROFOR, der ankom til området i 1992, og overdragelsen af autoritet/mandat var blevet diskuteret i Sikkerhedsrådets resolution 1031. Næsten 60.000 NATO-soldater tillige med soldater fra ikke-NATO-lande var udstationeret i Bosnien. Operation "Decisive Endeavor" (SACEUR OPLAN 40105), der begyndte 6. december 1995, var en delplan af "Joint Endeavor". 
IFOR afløstes af SFOR.